# Cromosoma 17

Cromátida del cromosoma 17.

El cromosoma 17 es uno de los 23 pares de cromosomas del cariotipo humano. La población posee, en condiciones normales, dos copias de este cromosoma, uno heredado de la madre y uno del padre durante la reproducción sexual. Normalmente se encuentran dos copias de este cromosoma. La identificación de genes en cada uno de los cromosomas es obtenida por medio de diferentes métodos, lo que da lugar a pequeñas variaciones en el número de genes estimados en cada cromosoma, según el método utilizado. Se estima que el cromosoma 17 se compone de más de 81 millones de pares bases (el material constitutivo del ADN) y representa entre el 2,5 y 3% del total de ADN en las células. 
Identificar los genes de cada cromosoma constituye una importante área de estudio de la investigación genética. Debido a que los investigadores utilizan diferentes métodos para predecir el número de genes en cada cromosoma, su número estimativo varía. El cromosoma 17 posee probablemente entre 1200 y 1500 genes. También contiene el clúster genético homeobox B.
En su estudio contra el cáncer la proteína  p53 es producida por el gen TP53 del cromosoma 17, la cual es un gen supresor tumoral, ya que existiendo daño en el ADN, este detiene el ciclo celular e induce a apoptosis o muerte celular programada.
En marzo del 2009 se publicó en la revista "The American Journal of Human Genetics" un estudio en el que descubren la relación entre mutaciones en el gen CBX2 contenido en este cromosoma con la identidad sexual humana. En el caso examinado en cuestión una niña fisiológicamente normal posee un cromosoma Y en vez de los dos XX esperados en el sexo femenino pero al estar acompañado de la mutación en el gen CBX2 su sexualidad es la contraria de la esperada.

## Genes

### Número de genes
| Base de datos | Genes codificantes de proteínas | ADN no codificante | Pseudogenes | Fecha      | Ref.                |
| ------------- | ------------------------------- | ------------------ | ----------- | ---------- | ------------------- |
| CCDS          | 1 132                           | --                 | --          | 26/10/2022 | [ 2 ]               |
| HGNC          | 1 138                           | 421                | 494         | 11/04/2025 | [ 6 ]               |
| Ensembl       | 1 186                           | 1 347              | 548         | 13/05/2024 | [ 7 ]               |
| UniProt       | 1 173                           | --                 | --          | 05/02/2025 | [ 8 ]               |
| NCBI          | 1 157                           | 701                | 596         | 23/08/2024 | [ 9 ] [ 10 ] [ 11 ] |

### Brazo corto (p)
- gen p53 o TP53 Proteína supresora de tumores, en el locus 17p13.
- gen MYH2, Miosina cadena pesada-II 17p13.1.
- TMEM95: Transmembrane protein 95 (17p13.1)

### Brazo largo (q)
- Neurofibromatosis tipo I : en el segmento cromosómico (17q11.2).
- SOX9 : Factor de transcripción  (17q24.3).
- COL1A : Colágeno (17q21.33).

## Enfermedades relacionadas
- Osteogénesis imperfecta
- Síndrome de Papillon-Lefèvre
- Síndrome de Li-Fraumeni
- Pseudogenes mitocondriales
- Neurofibromatosis tipo 1
- enfermedad del alzheimer
- Síndrome Smith Mageniss